# 谷嶠
谷嶠（1508年—1580年），字惟升，號聚菴，直隸興州前屯衛官籍，河南息縣人，明朝政治人物。

## 生平
嘉靖十年（1531年）辛卯科順天府鄉試第二十二名舉人。嘉靖十七年（1538年）中式戊戌科會試第三百三名，登第三甲第二百零八名進士。授江都县知县，二十二年十二月选授陕西道試御史，二十四年巡按直隶，二十五年巡按宣大，三十年巡按湖广，三十一年升浙江按察司副使，歷升湖广按察使，三十七年四月升本省右布政使，轉左布政，三十九年四月升都察院右副都御史、提督抚治郧阳，九月因迁延赴任被革职为民。萬曆八年卒，享年七十三。

## 家族
曾祖谷亮，指揮僉事；祖父谷湧；父谷選，母董氏。具庆下。弟谷巒。元配楊氏生二子：九德、九華（高敏學女婿）。繼室李氏生三子：九遷（潘一桂女婿）、應徵（苑囿女婿）、萬鍾（崔棟女婿）。孫承祚、承宗、承家、承耀。